# وردنیک
وردنیک (به صربی: Vrdnik) یک منطقهٔ مسکونی در صربستان است که در ایریگ واقع شده‌است. وردنیک ۳۳٫۷ کیلومتر مربع مساحت و ۳٬۰۹۲ نفر جمعیت دارد و ۲۶۷ متر بالاتر از سطح دریا واقع شده‌است.